# Jardim Sá da Bandeira (Coimbra)
O Jardim Sá da Bandeira é um jardim em Coimbra, sendo considerado um importante ponto turístico da cidade.